# Funariidae
Funariidae er en vidt udbredt gruppe af mosser i klassen Bryopsida. Størstedelen af arterne tilhører slægterne Funaria (ca. 200 arter) og Physcomitrium (ca. 80 arter). I Danmark findes dog kun 3 arter fra disse to slægter.